# Inkubation (Psychologie)
Der Begriff Inkubation findet unterschiedliche Verwendungen in der Psychologie und Psychoanalyse und bezeichnet in der Regel eine Phase der latenten Wirkung psychischer Prozesse.

## Psychologie
In der Fünf-Phasen-Theorie zur kreativen Problemlösung von Wallas (1926) ist Inkubation die Zeit, in der man das Problem nicht weiter bewusst bearbeitet, aber dennoch einer Lösung näher kommt. Unbewusst werden alte, unfruchtbare Assoziationen gelöst und stattdessen neue gebildet, die zur Einsicht führen können.
In ähnlicher Weise kann man einen Gedächtnisinhalt aus dem Langzeitgedächtnis manchmal besser hervorholen, wenn man aufhört, bewusst nach ihm zu suchen. Diese Zeit wird ebenfalls Inkubation genannt.

## Psychoanalyse
Als psychische Inkubation bezeichnet man in der Tiefenpsychologie und der Psychoanalyse den Umstand, dass manche Symptome, die auf ein Trauma zurückgehen, nicht unmittelbar nach dem traumatischen Erlebnis auftreten müssen. Sie liegt beispielsweise nicht vor bei Traumata im Sinne einer posttraumatischen Belastungsstörung, sondern nur bei solchen Traumata, die an sich harmlose, vom Patienten aber anders bewertete Vorstellungsinhalte verdrängen.
Der Begriff geht auf Sigmund Freud zurück und wird heute nur noch in der klassischen Psychoanalyse verwendet. Die Wirkung der Traumata setzt nicht sofort ein. Die Persönlichkeit ist oft stark genug, den innerlich ablaufenden psychodynamischen Prozessen entgegenzuwirken, auszugleichen, zu kompensieren. Insbesondere Kinder können lange Zeit symptomfrei bleiben.
Eine psychische Inkubation kann sich über viele Jahre hinziehen, in denen die Personen stabil und relativ symptomfrei bleiben. Symptome geringerer Stärke zeigen sich gelegentlich, können jedoch überspielt werden. In diesem Überspielen entdeckt man aber auch am ansonsten symptomfreien Menschen das Bestreben des Ich, sich gegen unbewusste Vorstellungen zur Wehr zu setzen. Kumulieren traumatische Erlebnisse oder wird die Persönlichkeit durch andere Lebensumstände geschwächt (Einsamkeit, sexuelle Isolation, demütigende oder andere Einflüsse), so bricht die Symptomatik aus.
Zu den Ursachen der psychischen Inkubation gibt es verschiedene Erklärungsmodelle. Allgemein könnte man zusammenfassen, dass alle psychoanalytischen Erklärungen davon ausgehen, dass sich unbewusste Prozesse erst nach und nach organisieren (systematisieren) müssen, um mit einer bestimmten Stärke auftreten zu können.